# Truppach (Wiesent)
Die Truppach ist ein fast 7 Kilometer langer, linker und nordöstlicher Nebenfluss der Wiesent in der nördlichen Fränkischen Alb im Landkreis Bayreuth im bayerischen Oberfranken.

## Name
Die erste schriftliche Erwähnung des Namens Truppach fand im Jahr 1059 als Trubaha statt. Der Name setzt sich zusammen aus ahd. truob(i) für 'trüb' und dem Hydronym aha für Fließgewässer. Die ursprüngliche Bedeutung war somit Fluss mit trübem
Wasser.

## Geographie

### Verlauf

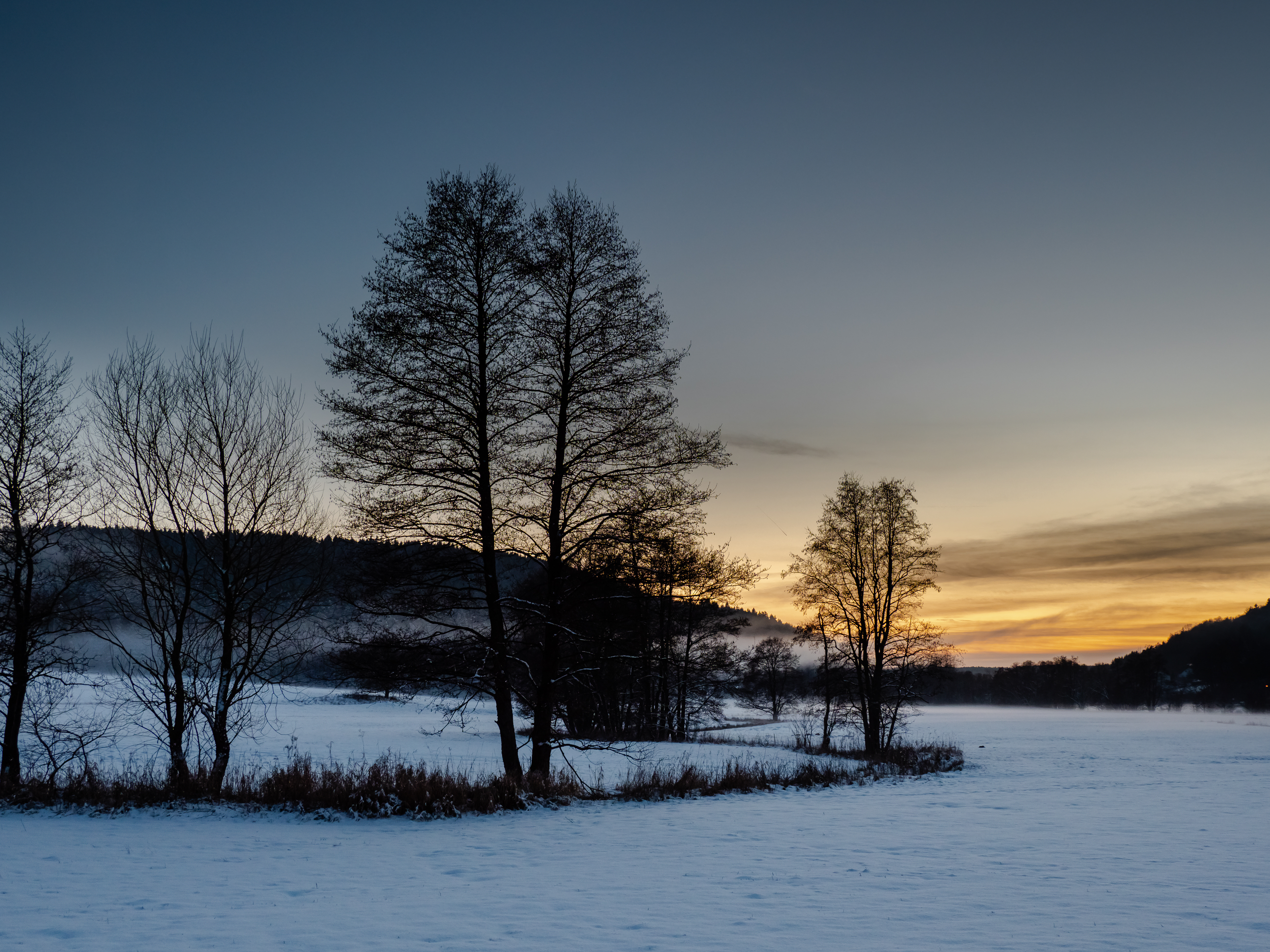
Erlen im Truppachtal

Die Truppach entsteht aus dem Zusammenfluss ihres linken Oberlaufs Weides und ihres rechten Oberlaufs Eschenbach kurz vor dem Pfarrdorf Obernsees der Gemeinde Mistelgau. Nach anfangs kurz westlichem Lauf bis Obernsees wendet sie sich dort nach Südwesten. 
Nach der Eichenmühle von Plankenfels und gegenüber dem Weiler Kaupersberg auf der gegenüberliegenden Höhe mündet sie von links in die dort etwa südwärts fließende Wiesent.

### Zuflüsse
- Weides, linker Oberlauf
- Eschenbach, zuletzt auch Seitenbach, rechter Oberlauf
- Erlichbach, von rechts zwischen Obernsees und Mistelgau-Truppach
- Leimbach, von links bei Mistelgau-Mengersdorf
- Obmannsgraben von links  zwischen Truppach und Plankenfels-Ringau
- (Bach aus dem Holzgraben), von links in Ringau
- Lochau, von rechts bei Plankenfels

### Flusssystem Wiesent
- Fließgewässer im Flusssystem Wiesent

### Ortschaften
Ortschaften am Lauf mit ihren Zugehörigkeiten. Nur die Namen tiefster Schachtelungsstufe bezeichnen Siedlungsanrainer.
Landkreis Bayreuth
- Gemeinde Mistelgau
  - Obernsees (Pfarrdorf, rechts überwiegend in einem Nebental)
  - Truppach (Dorf, rechts)
  - Mengersdorf (Pfarrdorf, links gegenüber dem vorigen)
- Gemeinde Plankenfels
  - Ringau (Weiler, links)
- Gemeinde Mistelgau
  - Schnackenwöhr (Einöde, in rechter Talbucht)
- Gemeinde Plankenfels
  - Altneuwirtshaus (Wohnplatz, rechts)
  - Plankenfels (Hauptort, überwiegend rechts und über dem Talhang)
  - Schlotmühle (Einöde, rechts über dem Talhang)